# 歐嘉·卡莫納
歐嘉·卡莫納·加西亞（西班牙語：Olga Carmona García，2000年6月12日—）是西班牙職業女子足球運動員，司職後衛，現效力西班牙女子足球甲級聯賽球隊皇家馬德里和西班牙國家女子足球隊，並擔任皇家馬德里的隊長。
卡莫納於2023年随西班牙女足參加澳大利亚新西兰联合举办的國際足協女子世界盃决赛阶段比赛，西班牙队一路打进决赛。卡莫纳在8月20日的決賽中担任场上队长，攻進致勝球幫助西班牙以1比0擊敗英格蘭，西班牙首夺女足世界杯冠军。卡莫纳入選了当年國際足協年度最佳陣容以及IFFHS世界年度最佳女子陣容、歐洲年度最佳女子陣容。2024年，她參加歐洲女子國家聯賽總決賽，奪下首屆歐洲女子國家聯賽冠軍寶座。卡莫納出身於家鄉球隊塞維亞的青訓體系，在2020年轉會至皇家馬德里以前，她一共在該球隊效力超过13年。

## 個人生活
卡莫纳长期患病的父亲于2023年女足世界杯决赛两天前去世。她的母亲和兄弟在澳大利亚观看了她的决赛比赛。卡莫纳在西班牙队庆祝胜利之后得知了父亲去世的消息。
自2023年开始，除了在皇家马德里踢球之外，卡莫纳还在攻读身体活动和运动科学专业的本科学位。

## 外部連結
- 歐嘉·卡莫納－UEFA國際賽競賽紀錄
- 歐嘉·卡莫納的X（前Twitter）
- 歐嘉·卡莫納的Instagram帳戶
- 歐嘉·卡莫納 （页面存档备份，存于）在西班牙女子足球甲級聯賽
- 歐嘉·卡莫納 （页面存档备份，存于）在皇家馬德里女子足球俱樂部
- 歐嘉·卡莫納在ESPN FC中的档案
- Soccerway資料庫：歐嘉·卡莫納